# Воробьёв, Геннадий Васильевич
Геннадий Васильевич Воробьёв (1918—1939) — советский чувашский музыкант: пианист и композитор.

## Биография
Родился 13 августа 1918 года в Чебоксарах в семье В. П. Воробьёва — также чувашского композитора, одного из основоположников профессиональной музыкальной культуры Чувашии.
Воспитываясь в музыкальной семье, Геннадий в начале поступил учиться в музыкальную школу, а уже затем — в общеобразовательную. В восьмилетнем возрасте он уже сочинять «Чувашскую мелодию» для фортепиано, которая сохранилась до наших дней. В 1935 году окончил Чувашский музыкальный техникум (композитор, класс В. М. Кривоносова и пианист, класс И. В. Люблина). В 1939 году окончил Московскую консерваторию, где учился у Г. И. Литинского и Н. Я. Мясковского. Первые его фортепьянные сочинения — «Карусель» и «Детская сюита» (1934—1935), были написаны в годы учёбы в музыкальном техникуме.
На первых двух курсах обучения в консерватории Воробьёв написал сонатину для фортепиано, сонату для скрипки и фортепиано, около десятка обработок чувашских народных песен и романсы на стихи А. С. Пушкина в переводе на чувашский язык. В течение своей короткой творческой деятельности Г. В. Воробьёв написал около семидесяти произведений: камерно-инструментальные и оркестровые сочинения, хоровые песни и романсы, обработки чувашских народных песен, а также произведения для фортепьяно, сочинения для оркестра народных инструментов, духового оркестра, для скрипки, балалайки и четырёхчастную симфонию, которая была завершена после его смерти композитором Н. И. Пейко.
Умер 28 августа 1939 года в Чебоксарах. Творчество Воробьёва оказало большое влияние на дальнейшее развитие чувашской музыки.
В фондах РГУ «Государственный архив печати Чувашской Республики» хранятся нотные издания Г. В. Воробьева и литература о нём.